# Akademie der Kriegskunst (Warschau)

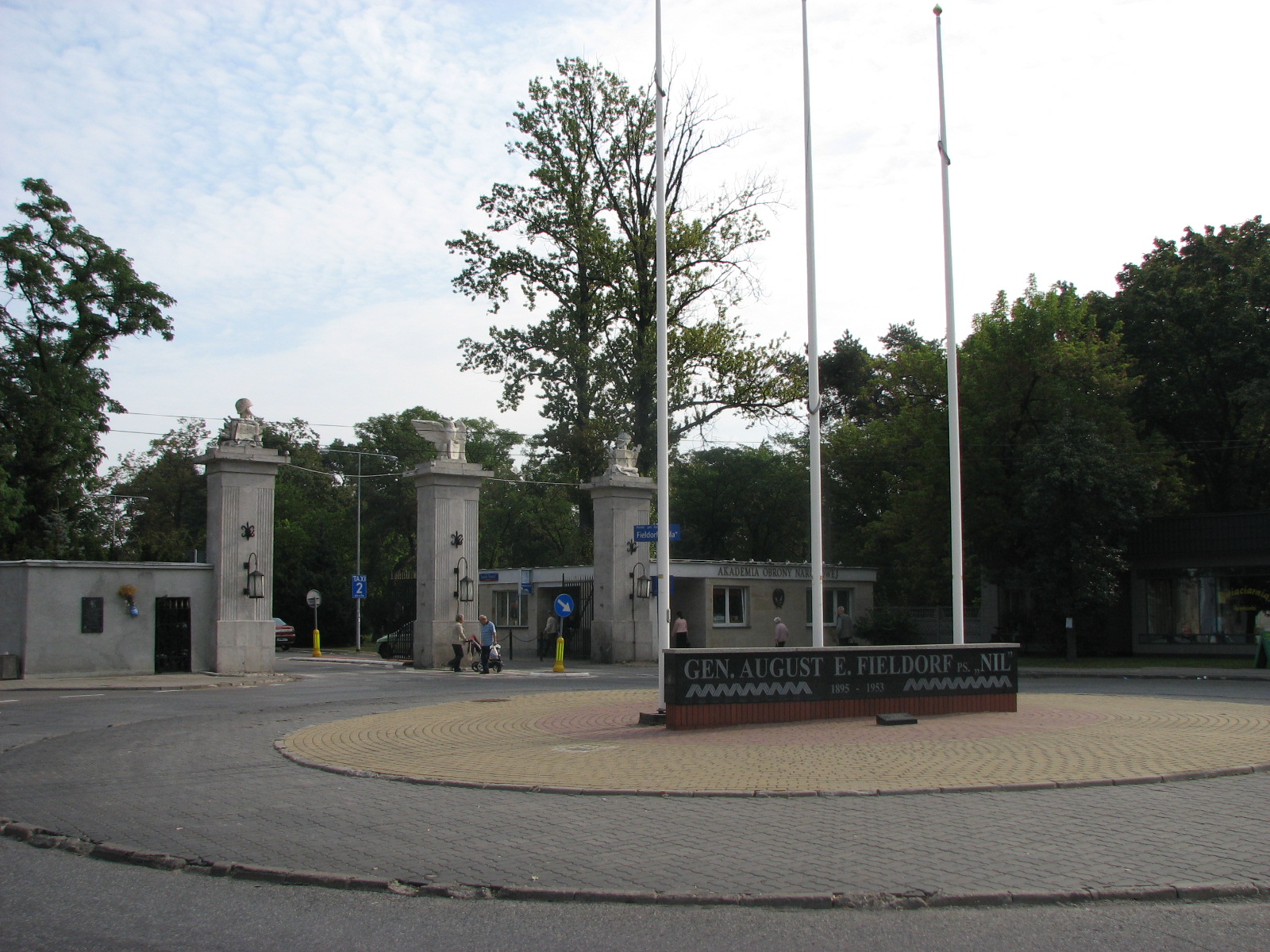
Haupteingang/Campusanteil in Warschau, Allee Gen. Antoni Chruściel „Monter“

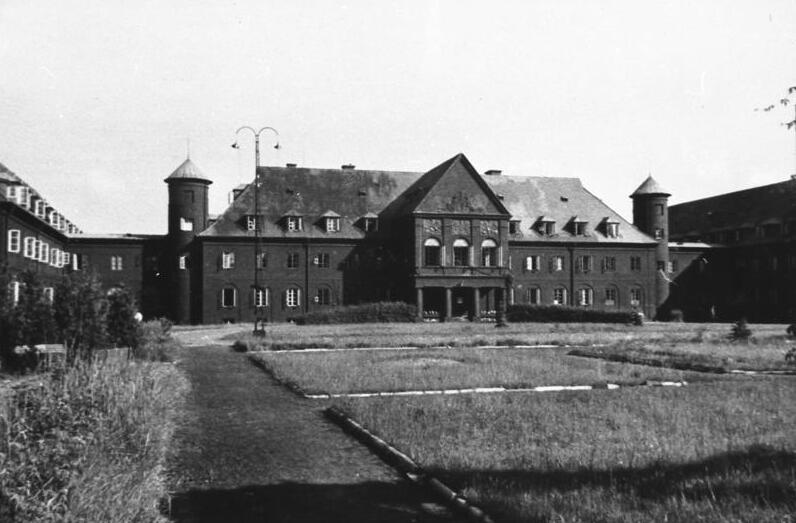
Hauptgebäude/Campusanteil in Warschau-Rembertów

Die Akademie der Kriegskunst (polnisch Akademia Sztuki Wojennej – ASzWoj), bis 2016 Akademie für Nationale Verteidigung (polnisch Akademia Obrony Narodowej – AON), ist die höchste militärische Lehreinrichtung und militärwissenschaftliche Forschungseinrichtung in Polen, mit Standorten in Warschau.

## Gründung, Namensänderungen und Neuausrichtung
Die Gründung der Hochschule geht auf die im Jahre 1947 geschaffene Akademie des Generalstabs (Akademia Sztabu Generalnego Wojska Polskiego) zurück. Anfänglich wurde ein Gebäudekomplex in der Ulica Opaczewska (heute Ulica Stefana Banacha) genutzt. Dieser Campusanteil befindet sich gegenwärtig in der Allee General Antoni Chruściel „Monter“.
Im Jahre 1954 erfolgte eine Erweiterung, indem ein zweiter Campusanteil eingerichtet wurde. Dies erfolgte im Westlichen durch Eingliederung der damaligen Kampftruppenschule (Centrum Wyszkolenia Piechoty) in Warschau/Rembertów.
Am 1. Oktober 1990 erfolgte die Namensänderung in Akademia Obrony Narodowej (Akademie für Nationale Verteidigung).
Am 1. Oktober 2016 wurde die Schule in Akademia Sztuki Wojennej (Akademie der Kriegskunst) umbenannt. Die Akademie hat den Status einer akademischen Hochschule und ist direkt dem Generalstabschef der Streitkräfte Polens unterstellt. Sie gilt als Alma Mater für Befehlshaber, Kommandeure und Stabsoffiziere aber auch leitende zivile Mitarbeiter von Behörden und Organisationen mit Sicherheitsaufgaben Polens.

## Militärwissenschaftliche Arbeit
Neben der akademischen Ausbildung, Weiterbildung und Fortbildung befasst sich diese Hochschule auch mit wissenschaftlicher Forschung zur Militärdoktrin, Strategie und Taktik. Im Bereich der militärischen Technik und Ausrüstung pflegt die Akademie für Kriegskunst enge Zusammenarbeit mit der Militärtechnischen Akademie Warschau.
Die Absolventen graduieren in einem akademischen Diplomverfahren und erhalten den Titel oder Grad Diplomierter Offizier (polnisch Oficer dyplomowany).

## Geschichte

### Ritterschule
Die heutige Akademie der Kriegskunst sieht sich als Nachfolger und Erbe in Traditionsfolge der historischen polnischen Ritterschulen, Kadettenschulen und Militärakademien.
Die erste derartige Lehranstalt, eine Ritterschule, geht auf König Stanislaus August Poniatowski im Jahre 1765 zurück. Zu den Absolventen zählten die namhaftesten Heerführer und Militärs des 18. und 19. Jahrhunderts, wie beispielsweise Tadeusz Kościuszko, Jakub Jasiński, Maurycy Hauke, Julian Ursyn Niemcewicz, Karol Kniaziewicz, Józef Sowiński, Kazimierz Nestor Sapieha und Rajmund Rembieliński.

### Applikations-Schule
Nach der Teilung Polens im Jahre 1794 wurde die Schule geschlossen. 1815 jedoch, mit der Wiedergeburt des Kongresspolens, wurde die Neueröffnung einiger militärischer Lehreinrichtungen möglich. Hierbei handelt es sich um die Schule für Artillerie und Ingenieurwesen (Szkoła Aplikacyjna Artylerii i Inżynierii) in Warschau. Hier wurden die Kader der polnischen Streitkräfte ausgebildet, die während des Novemberaufstands gegen Russland kämpften.
Nur jeweils bis zu 24 Offiziere pro Jahrgang wurden angenommen, graduierten und verkörperten fortan die Elite der polnischen Streitkräfte. In diesem Zusammenhang ist von Interesse, dass niemand geringeres als Nicolas Chopin, der Vater des schon damals bekannten Komponisten und Pianisten Frédéric Chopin als Französischprofessor an dieser Schule lehrte.
Nach dem Novemberaufstand wurde diese Schule durch die russischen Machthaber geschlossen, worauf die Ausbildung für polnische Offiziere an den besten ausländischen Lehreinrichtungen, beispielsweise in Frankreich und Italien, fortgesetzt wurde.

### Kriegsschule des Generalstabs
Siehe Hauptartikel: Höhere Kriegsschule Warschau (1919–1946)
Nach der Wiedergeburt Polens im Jahre 1918 verfügte das Land bereits über militärische Eliten, die in den Streitkräften in Deutschland, Frankreich, Österreich-Ungarn und Russland ausreichend Erfahrungen gesammelt hatten. Dazu im Widerspruch steht, dass die Besatzungsmächte kaum Polen in Spitzenpositionen beförderten. Deshalb gab es ein offensichtliches Defizit an polnischen Generalstabsoffizieren und Polen in militärischen Spitzenverwendungen. Eine gewisse Erleichterung konnte durch die Einrichtung der Kriegsschule des Generalstabs polnisch Szkoła Wojenna Sztabu Generalnego im Jahre 1919 mit Unterstützung der französischen Militärmission in Polen sowie der französischen Militärschule Saint-Cyr geschaffen werden.
Nach dem Polnisch-Sowjetischen Krieg wurde die Lehreinrichtung am 16. August 1922 in Höhere Kriegsschule (polnisch Wyższa Szkoła Wojenna). umbenannt. Bis 1928 waren die Professoren vorwiegend Franzosen, denen polnische Offiziere assistierten. Unter ihnen befand sich beispielsweise Charles de Gaulle, ehemals Präsident Frankreichs, der damals als Taktikprofessor lehrte.
Das Studium war keineswegs rein militärisch ausgerichtet, und so lehrten hier auch namhafte Wissenschaftler und Persönlichkeiten wie beispielsweise Tadeusz Kotarbiński, Edward Lipiński und Marian Kukiel. Denen standen Offiziere nicht nach, die über umfangreiche persönliche Kampferfahrungen im Ersten Weltkrieg, im Polnisch-Sowjetischen Krieg, Polnisch-Ukrainischen Krieg, Polnisch-Litauischen Krieg, aber auch aus dem Posener Aufstand (1918–1919) und den Schlesischen Aufständen verfügten.
Das führte schnell dazu, dass die Schule Prestige erwarb und ausländische Studenten anzog, unter ihnen aus Frankreich, Georgien, Estland, Litauen und sogar aus Japan. Unter ihnen waren auch Offiziere der ehemaligen Ukrainischen Streitkräfte Symon Petljura und russische Weißgardisten.
Im Verlauf von nur zwei Jahrzehnten absolvierten die Kriegsschule des Generalstabs mehr als 1300 Offiziere. Das blieb nicht ohne Einfluss auf den Überfall auf Polen (1939), da gut ausgebildete Generalstabsoffiziere, sowie die Dozenten und Lehroffiziere in den Führungsstäben und Einsatzverbänden der Armee Poznań kämpften, und weshalb gerade diese Armee der erfolgreichste Großverband im Polnischen Heer während des gesamten Verteidigungskrieges von 1939 wurde.
Nachdem Deutschland und die Sowjetunion Polen überrannt hatten, wurde die Lehreinrichtung geschlossen. Jedoch konnte mit britischer Unterstützung und der Westalliierten am 11. November 1940 im Londoner Exil die Lehrtätigkeit fortgesetzt werden. Die Professoren und Dozenten rekrutierten sich aus aktiven Offizierskreisen des polnischen Hauptquartiers im Exil. Die dort ausgebildeten Offiziere kämpften Seite an Seite mit den Alliierten an den Fronten des Zweiten Weltkriegs. Die Schule wurde auch zur Alma Mater für hochrangiger Offiziere der tschechoslowakischen Exilarmee in Frankreich. Die Lehrtätigkeit in London wurde im Jahre 1946 eingestellt, nachdem die Alliierten die Unterstützung für die polnische Exilregierung eingestellt hatten.

### Neugründung in Polen
Nach dem Zweiten Weltkrieg erfolgte im Jahre 1947 die Neugründung der Akademie des Generalstabs der Polnischen Streitkräfte (auch Generalstabsakademie) polnisch Akademia Sztabu Generalnego (ASG) Wojska Polskiego (WP) in Warschau. Nach dem Austritt Polens aus dem Warschauer Pakt erhielt die Hochschule im Jahr 1990 die Bezeichnung Akademie für Nationale Verteidigung und im Jahr 2016 dann die Bezeichnung Akademie der Kriegskunst. Zu den bekanntesten Absolventen zählen Zygmunt Zieliński, Bolesław Chocha, Antoni Jasiński und Wojciech Jaruzelski.

## Organisationsstruktur

### Fakultäten
- Fakultät für nationale Sicherheit
- Fakultät für Management und Führung
- Militärische Fakultät
- Fakultät für Recht und Verwaltung

### Allgemeine Einrichtungen (Auswahl)
- Zentrum zur Sicherheitsforschung
- Trainingszentrum für Verteidigung vor Massenvernichtungswaffen
- Zentrum für Simulation und militärische Computerspiele
- Abteilung zur Ausbildung von Externen

## Studienrichtungen (Stand 2010)

### Studienmöglichkeiten für Offiziere
Studienziel Abschluss Master – in nachstehenden Bereichen:
- Nationale Sicherheit
- Betriebswirtschaftslehre
- Logistik
- Management mit Spezialisierung:
  - Führung und
  - Führung Luftstreitkräfte nationale Sicherheit
- Postgraduale Studien und höhere Kurse:
  - Studium – Verteidigungspolitik
  - Studium – Operationstaktik
  - Studium – Führung Luftstreitkräfte
  - Kurse – höhere Operationsstrategie

### Studium für Zivilpersonen
Full-time und part-time first degree Studium (zielführend für einen Bachelorabschluss) und second degree Studium (zielführend für einen Masters Abschluss) auf folgenden Gebieten:
- Nationale Sicherheit
- Europäische Studien
- Logistik
- Management mit zwei Spezialisierungen:
  - Management und Führung oder
  - Luftfahrt-Management
- Geschichte
- Postgraduales Studium auf folgenden Gebieten:
  - National Security
  - Luftfahrt-Management
  - Management Informationssicherheit
  - Optimierung Logistischer Systeme
  - Krisen-Management
  - Internationale militärische Beziehungen
  - Management in militärischen Stäben
  - Stufen der ökonomischen Sicherheit
  - Management in öffentlicher Organisationen
  - Zivil-Militärische Kooperation
  - Management und Führung in multinationalen Organisationen
  - Ausbildung in Sicherheitsangelegenheiten
  - Polemologie-Studium Krieg und Frieden
  - Gewaltanwendung in bewaffneten Konflikten
  - Terrorbekämpfung

## Alumni
- Tadeusz Sapierzyński
- Roman Polko
- Andrzej Błasik
- Stanisław Targosz
- Zdzisław Żurawski
- Tadeusz Buk
- Kazimierz Gilarski
- Andrzej Karweta
- Włodzimierz Potasiński

## Verweise